# Projektion J
Projektion J war ein evangelikal bis charismatisch ausgerichtetes christliches Missionswerk mit angeschlossenem Musiklabel und Verlag.

## Geschichte
Projektion J Jugendmissionswerk e. V. und der gleichnamige Verlag Projektion J Buch- und Schallplattenverlag, wurde von Günter Oppermann, Großhandelskaufmann und Theologe (Jahrgang 1944) gegründet. Die Veröffentlichung christlicher Musikproduktionen wurde bereits früh ein Teilbestand der Arbeit der zunächst in Mornshausen (Biedenkopf) und später in Hochheim am Main ansässigen Missionsgesellschaft. Teilweise erschienen Schallplatten in Koproduktion mit etablierten christlichen Musiklabels wie Abakus, bald jedoch auch unter eigenem Label. Zu den Künstlern dieser Zeit zählten Interpreten wie Clemens Bittlinger, Henner Gladen, Hans-Jürgen Zimmermann und die Christussänger.
Im Projektion J Buch- und Musikverlag (Geschäftsführender Hauptgesellschafter Günter Oppermann) erschienen unter anderem deutsche Übersetzungen englischsprachiger Autoren wie John Wimber, Colin Urquarth, Lee Strobel, Nicky Gumbel (Alpha-Kurs), Bill Hybels (Willow Creek), Frank E. Peretti oder die Worship-Liederbuchreihe Du bist Herr. Die Lobpreismusik wurde Anfang der 1990er Jahre auch Hauptbestandteil der Musikproduktionen unter dem Label Music House. So erschien hier beispielsweise die deutsche Version der Vineyard-Serie Nahe am Vaterherz, produziert von Ken Janz. Zu den weiteren Künstlern der 1990er Jahre zählten auch Martin Pepper und Lothar Kosse.
1996 wurde der Projektion J Buch- und Musikverlag von den heutigen Gerth Medien übernommen. Mehrere Jahre wurden der Verlag sowie das Musiklabel (nunmehr als Projektion J Music House unter Labelcode 01579) hier als Schwesterzweig von Schulte & Gerth weitergeführt, bis beide Marken ineinander aufgingen.

## Diskografie
| Format | Nummer | Titel | Mitwirkende | Jahr     | Anmerkungen                                                                                          |
| ------ | ------ | --- | --- | -------- | --- |
| LP     | 5001   | Der Weg zur Freiheit | Christussänger unter der Leitung von Reinhard Henkel | 1971     | Spätere Katalognummer bei Hänssler Music: LP 92.118                                                  |
| LP     | 5001   | [1] Der Weg zur Freiheit • [2] Siehst du nicht den Stern dort? (Kleines Lamm, sagt der Nachtwind) [Projektion-J-Version 1971] • [3] Der Mann • [4] Beten • [5] Kreuzigung • [6] Eines Tages (Eines Tages werden wir ihn sehn) (Wenn wir Not und Elend sehn) • [7] Für ein paar Jahre • [8] Kann es sein? • [9] Die Messe • [10] Gibt es etwas andres? • [11] Ich liebe Jesus • [12] Lieben heißt Gottes Willen tun | Christussänger unter der Leitung von Reinhard Henkel | 1971     | Spätere Katalognummer bei Hänssler Music: LP 92.118                                                  |
|        |        | | |          | |
| LP     | 5003   | Weil er Freude bringt | Christussänger unter der Leitung von Reinhard Henkel | 1974 (?) | Spätere Katalognummern bei Hänssler Music: LP 92.119, MC 96.199                                      |
| LP     | 5003   | [1] Weil er Freude bringt • [2] Ich hörte viel von Noah • [3] Nein, so geht es nicht • [4] Ich fange von vorne an • [5] Herr, in dir • [6] Gloria • [7] Seine Hand • [8] Das ist ein köstlich Ding • [9] Von allen Seiten (Von allen Seiten umgibst du mich) (Ich sitze oder stehe) • [10] Ins Wasser fällt ein Stein • [11] Herr, ich seh die Himmel • [12] Gottes neue Welt • [13] Ich weiß, wo ich stehe        | Christussänger unter der Leitung von Reinhard Henkel | 1974 (?) | Spätere Katalognummern bei Hänssler Music: LP 92.119, MC 96.199                                      |
| LP     | 5004   | Gott ist anders | Henner Gladen Hans-Jürgen Zimmermann | 1974 (?) | Spätere Katalognummer bei Hänssler Music: LP 92.120                                                  |
| LP     | 5004   | [1] Herr, durch deine Liebe • [2] Leere Hände • [3] On My Way To Heaven • [4] Wohin, o Herr • [5] Was kein Auge je gesehn • [6] Herr, ich weiß es nicht • [7] Gott vergisst uns nicht • [8] In den Schatten dieser Welt • [9] I Just Keep Trusting My Lord • [10] Wer gibt dir Kraft • [11] Es ist Nacht um mich her • [12] Wer versteht mich schon • [13] Herr, du bist ganz anders                               | Henner Gladen Hans-Jürgen Zimmermann | 1974 (?) | Spätere Katalognummer bei Hänssler Music: LP 92.120                                                  |
| Single | 5005   | Jerusalem – Die heilige Stadt | Günter Oppermann (Trompete) | 197?     | |
| Single | 5005   | [1] Lasst den Siegesruf erschallen • [2] Sterben in Christus • [3] Die heilige Stadt (Jerusalem) | Günter Oppermann (Trompete) | 197?     | |
| Single | 5006   | Herr – wie oft | Clemens Bittlinger | 197?     | |
| Single | 5006   | [1] Ein neuer Tag • [2] Das alte Möbelstück • [3] Das kleine Kind • [4] Herr, wie oft | Clemens Bittlinger | 197?     | |
|        |        | | |          | |
| LP     | 5010   | Jesus Christus: Hoffnung Für die 80er Jahre Berliner Bekenntnistage | 1Inge Brück; 2Choralerna; 3Pat Boone; 4Clemens Bittlinger; 5Larry Norman; 6Semaya; 7Paul Mickelson; 8Garth Hewitt; 9 Mary McKee; 10The Genesis; 11Horst Jankowski | 1981     | Musikveröffentlichung zur Missionsveranstaltung Berliner Bekenntnistage „Berlin ’81“, Olympiastadion |
| LP     | 5010   | [1] Herzen schlagen (Christus Vincit)1 • [2] Lord Help Me To Walk Right2 • [3] Stone By Stone3 • [4] Russisch Roulette4 • [5] I Wish We’d All Been Ready5 • [6] Jeden Tag6 • [7] The Builder3 • [8] New Day Medley: Morning Has Broken / Easter Song7 • [9] Ich hab’s4 • [10] Why Don’t You Look Into Jesus5 • [11] All The Time8 • [12] Come To The Saviour9&10 • [13] In der Gnade meines Herrn1&11              | 1Inge Brück; 2Choralerna; 3Pat Boone; 4Clemens Bittlinger; 5Larry Norman; 6Semaya; 7Paul Mickelson; 8Garth Hewitt; 9 Mary McKee; 10The Genesis; 11Horst Jankowski | 1981     | Musikveröffentlichung zur Missionsveranstaltung Berliner Bekenntnistage „Berlin ’81“, Olympiastadion |

| Nummer | Nummer | Nummer  | Titel                                                   | Mitwirkende | Jahr | Anmerkungen |
| Format | Format | Artikel | Titel                                                   | Mitwirkende | Jahr | Anmerkungen |
| CD     | MC | Artikel | Titel                                                   | Mitwirkende | Jahr | Anmerkungen |
| ------ | --- | ------- | ------------------------------------------------------- | --- | ---- | --- |
|        | |         |                                                         | |      | |
| 0      | | 21      | Öffnet die Tore Music House Live Experience • Volume 1* | Daniel Jacobi; Annette Jacobi; Irene Heidenreich; Ruth Hidaka; Stephanie Heinen**; Philip Ngoei; Holger Petri; Judith Petri; Velveta Thompson Bibelschulchor des Glaubenszentrums Bad Gandersheim Mike Chance – Anbetungsleitung | 1992 | Live-Aufnahme in Berlin, Mai 1992; * Untertitel bei Initialveröffentlichung: „Anbetung live“; ** Name bei Initialveröffentlichung: „Steffi Klein“ |
| 0      | [1] Jesus Christus ist aller Herr • [2] Jesus, wir feiern deinen Sieg am Kreuz • [3] In dir ist mein Leben • [4] Feiert Jesus • [5] Majestät • [6] Mach uns eins • [7] Reich gekrönt • [8] Der Himmel erfüllt mein Herz / Medley • [9] Hosanna • [10] Öffnet die Tore • [11] Der Herr regiert • [12] Du bist Gott • [13] Dir gebührt die Ehre • [14] Du gewannst für uns die Siegeskron • [15] Alle Ehre • [16] Schönster Herr Jesus • [17] Jesus, dein Licht (Herr, das Licht deiner Liebe leuchtet auf) | 21      |                                                         | Daniel Jacobi; Annette Jacobi; Irene Heidenreich; Ruth Hidaka; Stephanie Heinen**; Philip Ngoei; Holger Petri; Judith Petri; Velveta Thompson Bibelschulchor des Glaubenszentrums Bad Gandersheim Mike Chance – Anbetungsleitung | 1992 | Live-Aufnahme in Berlin, Mai 1992; * Untertitel bei Initialveröffentlichung: „Anbetung live“; ** Name bei Initialveröffentlichung: „Steffi Klein“ |

| Nummer | Nummer | Nummer  | Titel | Mitwirkende                                                                                             | Jahr     | Anmerkungen |
| Format | Format | Artikel | Titel | Mitwirkende                                                                                             | Jahr     | Anmerkungen |
| CD     | MC | Artikel | Titel | Mitwirkende                                                                                             | Jahr     | Anmerkungen |
| ------ | --- | ------- | --- | --- | -------- | --- |
| 1      | 01 | 00      | Steht auf Music House Live Experience • Volume 2 | Glaubenszentrum Bad Gandersheim Mike Chance – Anbetungsleitung                                          | 1993     | Live-Aufnahme 2. Mai 1993 in Bad Gandersheim                                                                                                 |
| 1      | 01 | 00      | [1] Steht auf, dies ist die letzte Stunde • [2] Jesus ist der Herr • [3] Dein Reich komme, dein Wille geschehe • [4] Wir verkünden: Das Reich unsres Herrn ist hier! • [5] Welche Liebe, welche Güte • [6] Keiner ist wie du • [7] Großer, herrlicher Gott • [8] Wir führen Krieg in der Himmelswelt • [9] Erhebt den Herrn, all ihr Völker • [10] Bahnt einen Weg unserm Gott • [11] Mein Herz verlangt nach dir • [12] Hebt die Hände auf • [13] Vater, du hast Jesus über alles erhöht • [14] Ihm, dem Lamme, auf dem Thron • [15] Jedes Volk und jeder Stamm • [16] Und er regiert in Ewigkeit | Glaubenszentrum Bad Gandersheim Mike Chance – Anbetungsleitung                                          | 1993     | Live-Aufnahme 2. Mai 1993 in Bad Gandersheim                                                                                                 |
| 1      | | 01      | In deiner Gegenwart Worship-Konferenz Lüdenscheid Music House Live Experience • Volume 3 | Various                                                                                                 | 1993     | Live-Aufnahme während der Worship-Konferenz 1993 in Lüdenscheid                                                                              |
| 1      | [1] Vater des Lichts • [2] Fire And Rain • [3] Ich will dich kennen • [4] In deinem liebenden Arm • [5] Ich geb mich ganz hin • [6] There’s No One Like You • [7] No Other Gods • [8] Your Presence • [9] Refiner’s Fire • [10] Psalm 126 • [11] All The Earth Shall Worship                                                                                        | 01      | | Various                                                                                                 | 1993     | Live-Aufnahme während der Worship-Konferenz 1993 in Lüdenscheid                                                                              |
| 1      | 01 | 02      | Jesus allein Worship Conference Lüdenscheid Music House Live Experience • Volume 4 | Various                                                                                                 | 1993     | |
| 1      | 01 | 02      | [1] Jesus allein • [2] Lord Of Every Man • [3] Spirit Of The Sovereign Lord • [4] Lord Of The Poor • [5] Hilf uns, oh Gott (Hilf uns, o Gott) • [6] Light The Fire Again • [7] Denn du bist gut • [8] Gott, du bist mein Gott • [9] A Hundred Times • [10] Spontaneous Song • [11] His Banner Over Me • [12] Eternity | Various                                                                                                 | 1993     | |
| 1      | 01 | 03      | Jesus, wir gehören dir Marsch für Jesus – weltweit, Olympiastadion Berlin Music House Live Experience • Volume 5 | Various                                                                                                 | 1994     | |
| 1      | 01 | 03      | [1] Mach dich auf • [2] Ruft seinen Namen • [3] Dein ist das Königreich • [4] Vater des Lichts • [5] Großer Gott, wir loben dich / Lobe den Herren • [6] Der Name Jesus • [7] Preist den Namen Jesus • [8] Friede wie ein Strom • [9] Ich hör ein Rufen • [10] Blessed Be The Name Of The Lord • [11] We Are Marching In The Light • [12] Wir durchschreiten alle Grenzen • [13] Keinen anderen Gott • [14] Psalm 126 / Ruft seinen Namen (Reprise) | Various                                                                                                 | 1994     | |
| 1      | 01 | 04      | Euro Teenager live Your Kingdom Come, Recklinghausen Music House Live Experience • Volume 6 | Various                                                                                                 | 1994     | In Koproduktion mit LEA Productions, Niederlande, erschienen Live-Aufnahme beim Euro-Teenager-Congress „Your Kingdom Come“ in Recklinghausen |
| 1      | 01 | 04      | [1] I’ve Got A Joy • [2] Holy Spirit • [3] Pharao • [4] Immer mehr • [5] Jesus Revolution • [6] I’m A Radical • [7] Jesus Is The Rock • [8] Halle-Halle-lujah • [9] Lord, I Lift Your Name On High • [10] Father God I Wonder • [11] Sometime • [12] When Will The World • [13] Come To The Light • [14] Lord Have Mercy | Various                                                                                                 | 1994     | In Koproduktion mit LEA Productions, Niederlande, erschienen Live-Aufnahme beim Euro-Teenager-Congress „Your Kingdom Come“ in Recklinghausen |
|        | |         | | |          | |
| 1      | | 08      | Mehr von dir Music House Live Experience • Volume 10 | Gemeinde auf dem Weg, Berlin                                                                            | 1995     | |
| 1      | [1] Ströme lebendigen Wassers • [2] Wir sind hier zusammen • [3] Wahrlich, er lebt • [4] Es steht geschrieben • [5] Dwelling Place • [6] Komm, heiliger Geist, leite mich • [7] Wir heben hoch • [8] Immer mehr • [9] All Honour • [10] Herrlichkeit und Ehre • [11] Es ist vollbracht • [12] Halleluja                                                             | 08      | | Gemeinde auf dem Weg, Berlin                                                                            | 1995     | |
|        | |         | | |          | |
| 1      | 01 | 10      | Wir bestaunen dich Nahe am Vaterherz • Volume 1 Songs aus den Vineyard-Gemeinden in Deutsch | 1 Daniel Janz* 2 Craig Musseau                                                                          | 1993     | Spätere Katalognummer bei Gerth Medien: CD 946.041; * Name bei Initialveröffentlichung: „Danny Janz“                                         |
| 1      | 01 | 10      | [1] Herr der ganzen Schöpfung (Du bist schön, Herr)1 • [2] Geist des Vaters (Komm, erfülle mich)2 • [3] Auf dich hoffe ich2 • [4] Mächtiger Gott1 • [5] Sprich nun, Jesus1 • [6] Er ist gütig1 • [7] Der Herr ist meine Kraft1 • [8] Niemand ist dir gleich1 • [9] Kommt und seht1 • [10] Sehnsucht nach dir1 • [11] Lass meine Augen1 | 1 Daniel Janz* 2 Craig Musseau                                                                          | 1993     | Spätere Katalognummer bei Gerth Medien: CD 946.041; * Name bei Initialveröffentlichung: „Danny Janz“                                         |
| 1      | | 11      | Thron der Gnade Nahe am Vaterherz • Volume 2 Songs aus den Vineyard-Gemeinden in Deutsch | 1 Stephanie Heinen* 2 Craig Musseau 3 Daniel Denecke 4 Andrea Sonnenschein                              | 1993     | Spätere Katalognummer bei Gerth Medien: CD 946.042; * Name bei Initialveröffentlichung: „Stephanie Klein“                                    |
| 1      | [1] Deine Nähe1 • [2] Sehnsucht nach dir1 • [3] Alle Ehre sei ihm2 • [4] Wunderbarer Gott3 • [5] Halleluja dir, dem Lamm4 • [6] Mach mich zum Gebet1 • [7] Ehre und Stärke1 • [8] Thron der Gnade2 • [9] Mach mich neu3 • [10] Jesus, ich danke dir3 • [11] Licht der Welt2                                                                                         | 11      | | 1 Stephanie Heinen* 2 Craig Musseau 3 Daniel Denecke 4 Andrea Sonnenschein                              | 1993     | Spätere Katalognummer bei Gerth Medien: CD 946.042; * Name bei Initialveröffentlichung: „Stephanie Klein“                                    |
| 1      | | 12      | Berühre mich Nahe am Vaterherz • Volume 3 Songs aus den Vineyard-Gemeinden in Deutsch | 1 Andrea Sonnenschein 2 Andrew Janz 3 Philip Janz 4 Ruth Janz 5Annette Jacobi 6 Volker Alipaß           | 1994     | Spätere Katalognummer bei Gerth Medien: CD 946.043                                                                                           |
| 1      | [1] Ein weiches Herz1 • [2] Feuer des Herrn2; 3; 4 • [3] Berühre mein Herz5 • [4] Ich bete an2; 4 • [5] Wenn du wiederkommst1; 6 • [6] Dich erkennen6 • [7] Befreie mich5 • [8] Bevor du rufst1 • [9] Ich ehre dich5; 4; 1 | 12      | | 1 Andrea Sonnenschein 2 Andrew Janz 3 Philip Janz 4 Ruth Janz 5Annette Jacobi 6 Volker Alipaß           | 1994     | Spätere Katalognummer bei Gerth Medien: CD 946.043                                                                                           |
| 1      | | 13      | Deine Herrlichkeit sehen Nahe am Vaterherz • Volume 4 Songs aus den Vineyard-Gemeinden in Deutsch | 1Daniel Janz 2Ken Janz 3Geri Keller (Gerhard Keller) 4Daniela Bär 5David Michael Boyd 6Catherine Chance | 1995     | Spätere Katalognummer bei Gerth Medien: CD 946.044                                                                                           |
| 1      | [1] Dir dienen, dich lieben1 • [2] Ehre sei dem Namen des Herrn1 • [3] Vater2&3 • [4] Vater unser1 • [5] Erwecke uns1 • [6] Komm, Heiliger Geist1&4 • [7] Dort am Kreuz1 • [8] Dich anbeten5 • [9] Deine Herrlichkeit sehen5 • [10] Seine Liebe1,4&6 • [11] Wir werden tanzen5 • [12] Keiner ist Herr wie du1                                                       | 13      | | 1Daniel Janz 2Ken Janz 3Geri Keller (Gerhard Keller) 4Daniela Bär 5David Michael Boyd 6Catherine Chance | 1995     | Spätere Katalognummer bei Gerth Medien: CD 946.044                                                                                           |
|        | |         | | |          | |
| 1      | | 21      | Sein Königreich ist hier Marsch für Jesus | Various                                                                                                 | 1994 (?) | Spätere Katalognummer bei Gerth Medien: CD 946.044                                                                                           |
| 1      | [1] Wir verkünden: Das Reich unsres Herrn ist hier • [2] Ruft seinen Namen • [3] Komm in Vollmacht • [4] Wir singen dir • [5] Jesus-Proklamation • [6] Christus ist der Herr der Schöpfung • [7] Liebe Christi, komm • [8] Welche Liebe, welche Güte • [9] Schönheit statt Traurigkeit • [10] Jesus ist kommen • [11] Der König lebt • [12] Jesus, König der Völker | 21      | | Various                                                                                                 | 1994 (?) | Spätere Katalognummer bei Gerth Medien: CD 946.044                                                                                           |

| Nummer | Nummer | Nummer  | Titel | Mitwirkende | Jahr | Anmerkungen |
| Format | Format | Artikel | Titel | Mitwirkende | Jahr | Anmerkungen |
| CD     | MC | Artikel | Titel | Mitwirkende | Jahr | Anmerkungen |
| ------ | --- | ------- | --- | --- | ---- | --- |
|        | |         | | |      | |
| 1      | 01 | 302     | Die Flut | Lothar Kosse | 1995 | Spätere Katalognummer bei Gerth Medien: CD 946.059                                                                     |
| 1      | 01 | 302     | [1] Herr der Ewigkeit • [2] Wenn der König kommt • [3] Du wohnst in mir • [4] Die Flut • [5] Zeig uns, wie du wirklich bist • [6] So bist du • [7] Yo freili • [8] Sein Haus • [9] Ein feste Burg • [10] Ohne dich • [11] Komm, oh Herr, mit Kraft (Komm, o Herr, mit Kraft)                                                    | Lothar Kosse | 1995 | Spätere Katalognummer bei Gerth Medien: CD 946.059                                                                     |
| 1      | | 303     | Direkt | R’ymer O. | 1995 | |
| 1      | [1] Junge T’s • [2] Jawoll • [3] Ich will alles • [4] GLD • [5] Papas Sohn • [6] Du bist auferstanden • [7] Ahora | 303     | | R’ymer O. | 1995 | |
|        | |         | | |      | |
| 1      | 01 | 307     | Staunend stehe ich vor dir | 1 Lilo Keller 2Daniela Bär 3Mario Schaub 4Markus Fuchs 5Christine Höin                                                                     | 1995 | Folgende Katalognummer bei Gerth Medien: CD 946.061; Download-Veröffentlichung im Schleife-Verlag unter Nr. 101.002.00 |
| 1      | 01 | 307     | [1] Deine Gnade fällt1 • [2] Vater aller Vaterschaft1&2 • [3] Wie die Träumenden3 • Intro / [4] Komm zu mir4 • [5] Sei mein Hirte2 • [6] Du bist mein Ruhm1 • [7] Deine Liebe5 • [8] Schieb nach, Heiliger Geist3 • [9] Auf dir2&3 • [10] Erfasst von deinem Erbarmen1 • [11] Gnädiger Gott1 • [12] Staunend stehe ich vor dir1 | 1 Lilo Keller 2Daniela Bär 3Mario Schaub 4Markus Fuchs 5Christine Höin                                                                     | 1995 | Folgende Katalognummer bei Gerth Medien: CD 946.061; Download-Veröffentlichung im Schleife-Verlag unter Nr. 101.002.00 |
| 1      | | 308     | Jerusalem, wir vergessen dich nicht | Various | 1996 | |
| 1      | [1] Es megzendül az úr hangja (Der Mächtige Israels) • [2] Babilon folyóvizeinél (An den Ufern des Flußes Babylon) • [3] Wir brauchen deine Hilfe, Herr • [4] Du, oh Herr, bist allmächtig (Du, o Herr, bist allmächtig) • [5] Shalom Jerusalem • [6] Gospel-Medley • [7] Örvendezzünk az úr elött (Wir freuen uns über die Gnade Gottes) • [8] A sír üres (Jesus lebt) • [9] Let Your Living Water Flow • [10] Freier prophetischer Gesang und Instrumentalspiel • [11] Ich steh vor deinem Gnadenthron | 308     | | Various | 1996 | |
| 1      | | 309     | Rückenwind | Martin Pepper | 1996 | Spätere Katalognummer bei Gerth Medien: CD 946.063                                                                     |
| 1      | [1] Unser Vater, Herr des Lebens • [2] Rückenwind • [3] Wir beten an • [4] Herr, wir suchen dein Angesicht • [5] Im Tal meiner Entscheidung • [6] Herr, du bist groß • [7] Ich trete vor dich in Freimütigkeit • [8] Wir laden dich ein, Heiliger Geist • [9] Hosianna, Maranatha! • [10] Vater, wir loben und preisen dich • [11] Denn wer ist Gott • [12] Herr, voll Dank steh ich vor dir | 309     | | Martin Pepper | 1996 | Spätere Katalognummer bei Gerth Medien: CD 946.063                                                                     |
|        | |         | | |      | |
| 1      | | 312     | Eternal Rave* | Various | 1997 | Spätere Katalognummer bei Gerth Medien: CD 946.028; * Initialveröffentlichung mit Untertitel: „Compilation 1“          |
| 1      | [1] Planet Love (DBA) • [2] Kickin’ Screamin’ (Less Flesh) • [3] Jubals Prayer (Submicro) • [4] Rythm Of Creation (Re-Fresh)• [5] Aborigination (Hydro)• [6] Eternal Rave Track (Beave Arony) • [7] I Feel It (Tales Of Space Paula) • [8] Immer mehr (Transce ’n Dence) • [9] Out Of Darkness (Re-Fresh) • [10] 3D (Three D) (DBA) • [11] Brother Come Back (Less Flesh) • [12] Steamy Coil (Beave Arony)                                                                                               | 312     | | Various | 1997 | Spätere Katalognummer bei Gerth Medien: CD 946.028; * Initialveröffentlichung mit Untertitel: „Compilation 1“          |
| 1      | | 313     | Sommer, Sonne, Praise Musik, die Ihre Gedanken auf die Reise schickt | 1 Daniel Janz; 2 Peter McGregor; 3 Elke Reichert; 4 Thomas Luck; 5 Delroy Hutchinson; 6 Velveta Thompson; 7 Naomi van Dooren; 8 Lorna Rowe | 1997 | Spätere Katalognummer bei Gerth Medien: CD 946.020                                                                     |
| 1      | [1] Der unter Gottes Schutz lebt1 • [2] With All My Heart2 • [3] Medley: Gott ist gut / Seine Liebe feiern wir1&3 • [4] Zeig uns, wie du wirklich bist4 • [5] Blessing Me5&6 • [6] Medley: After The Storm [Instrumental] / Tanz und Jubel1 • [7] Alle meine Worte4 • [8] Wir erheben unsre Hände7 • [9] Under Our Skin8 | 313     | | 1 Daniel Janz; 2 Peter McGregor; 3 Elke Reichert; 4 Thomas Luck; 5 Delroy Hutchinson; 6 Velveta Thompson; 7 Naomi van Dooren; 8 Lorna Rowe | 1997 | Spätere Katalognummer bei Gerth Medien: CD 946.020                                                                     |

| Nummer | Nummer | Nummer  | Titel                               | Mitwirkende                       | Jahr | Anmerkungen |
| Format | Format | Artikel | Titel                               | Mitwirkende                       | Jahr | Anmerkungen |
| CD     | MC | Artikel | Titel                               | Mitwirkende                       | Jahr | Anmerkungen |
| ------ | --- | ------- | ----------------------------------- | --------------------------------- | ---- | ----------- |
|        | |         |                                     |                                   |      |             |
| 14     | | 101     | Stille Zeit – Lass meine Augen sehn | ?                                 | 1995 |             |
|        | |         |                                     |                                   |      |             |
| 14     | | 201     | Von Herzen                          | Hella, Melanie und Viola Heizmann | 1995 |             |
| 14     | [1] Stern, auf den ich schaue • [2] Wie ein Strom von oben • [3] Ich bin durch die Welt gegangen • [4] Weiß ich den Weg auch nicht • [5] Herr, weil mich festhält deine starke Hand • [6] Wenn Friede mit Gott • [7] Schönster Herr Jesu / Fürchte dich nicht, denn du bist mein • [8] Ich bete an die Macht der Liebe • [9] Hier hast du meine beiden Hände • [10] Die Sach ist dein, Herr Jesu Christ • [11] So nimm denn meine Hände | 201     |                                     | Hella, Melanie und Viola Heizmann | 1995 |             |